# Kabupaten Pesisir Barat
Kabupaten Pesisir Barat (engelska: West Pesisir Regency) är ett kabupaten i Indonesien.   Det ligger i provinsen Lampung, i den västra delen av landet, 300 km väster om huvudstaden Jakarta.